# Wiebke Binder

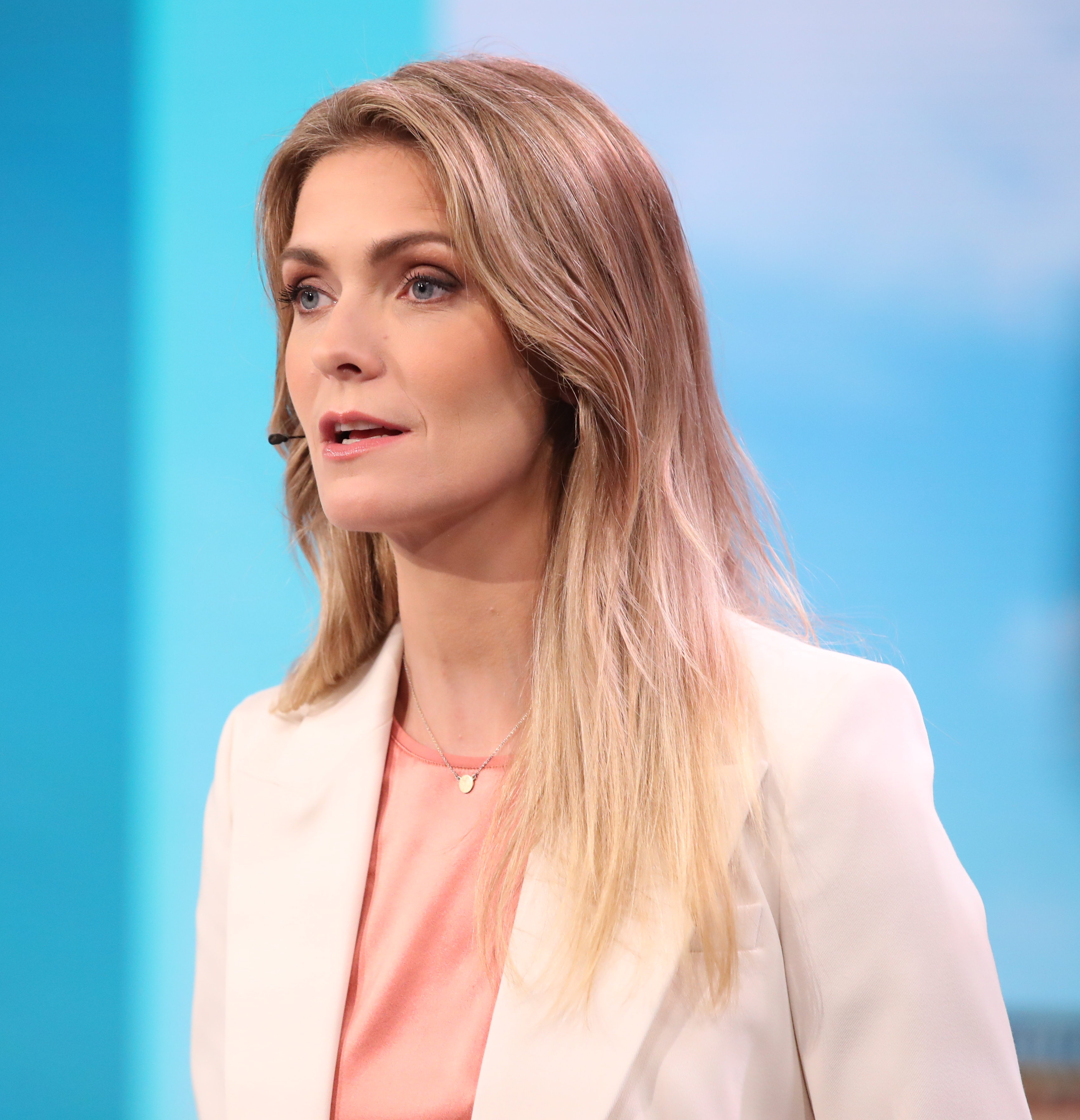
Wiebke Binder (2019)

Wiebke Binder (* 19. August 1980 in Cuxhaven) ist eine deutsche Fernseh- und Hörfunkmoderatorin beim Mitteldeutschen Rundfunk (MDR).

## Leben und Karriere

### Herkunft/Studium
Binder ist in Cuxhaven geboren und mit drei Geschwistern und landwirtschaftlichem familiären Hintergrund an der Nordsee aufgewachsen. Für das Studium der Journalistik, Anglistik und Germanistik ging sie 1999 nach Leipzig. Parallel arbeitete sie mehrere Jahre als Journalistin beim studentischen Lokalradio Mephisto 97.6, beim BBC World Service und im Volontariat bei Energy Sachsen. Währenddessen studierte sie von September 2001 bis Juli 2002 an der University of Sussex in England.

### Moderation

#### MDR Fernsehen
2008 ging Binder zum MDR, wo sie von Januar 2008 bis Dezember 2009 zunächst bei MDR Jump als Moderatorin/Redakteurin aktiv war sowie als Autorin für MDR Figaro arbeitete. Ab 2010 stand sie für das Jugendradio MDR Sputnik am Mikrofon und moderierte von Januar 2010 bis November 2014 die Morningshow SPUTNIKer am Morgen. Im Fernsehen arbeitete sie für den MDR unter anderem als Moderatorin des SPUTNIK Festivalsommers, stand für artour spezial mehrfach vor der Kamera und berichtete für das Nachrichtenmagazin Sachsenspiegel. Seit November 2014 gehört sie zum Moderatorenteam der täglichen Nachrichtensendung MDR aktuell und moderiert seit dem 10. April 2019 ebenfalls die MDR-Magazinsendung Exakt.

#### Das Erste
Am 1. September 2019 moderierte Binder gemeinsam mit Jörg Schönenborn und Sascha Hingst die Berichterstattung zu den Landtagswahlen in Sachsen und Brandenburg sowie am 2. September 2019 die Sendung ARD-Brennpunkt über dieselben Themen im Ersten. Dabei sorgte Binders Wortwahl für Empörung, als sie ein mögliches Bündnis aus CDU und AfD in Sachsen als "bürgerliche Koalition” bezeichnete. Auch die Wahlberichterstattung über die Landtagswahl in Thüringen am 27. Oktober 2019 wurde von ihr moderiert. Am 20. April 2020 moderierte sie erstmals die ARD-Sondersendung ARD Extra. Am 6. Juni 2021 moderierte sie ebenfalls die Wahlberichterstattung über die Landtagswahl in Sachsen-Anhalt. Seit dem 8. Februar 2024 moderiert Binder vertretungsweise das ARD-Mittagsmagazin.

### Privates
Binder ist verheiratet und hat einen Sohn.